# 岡田嘉子

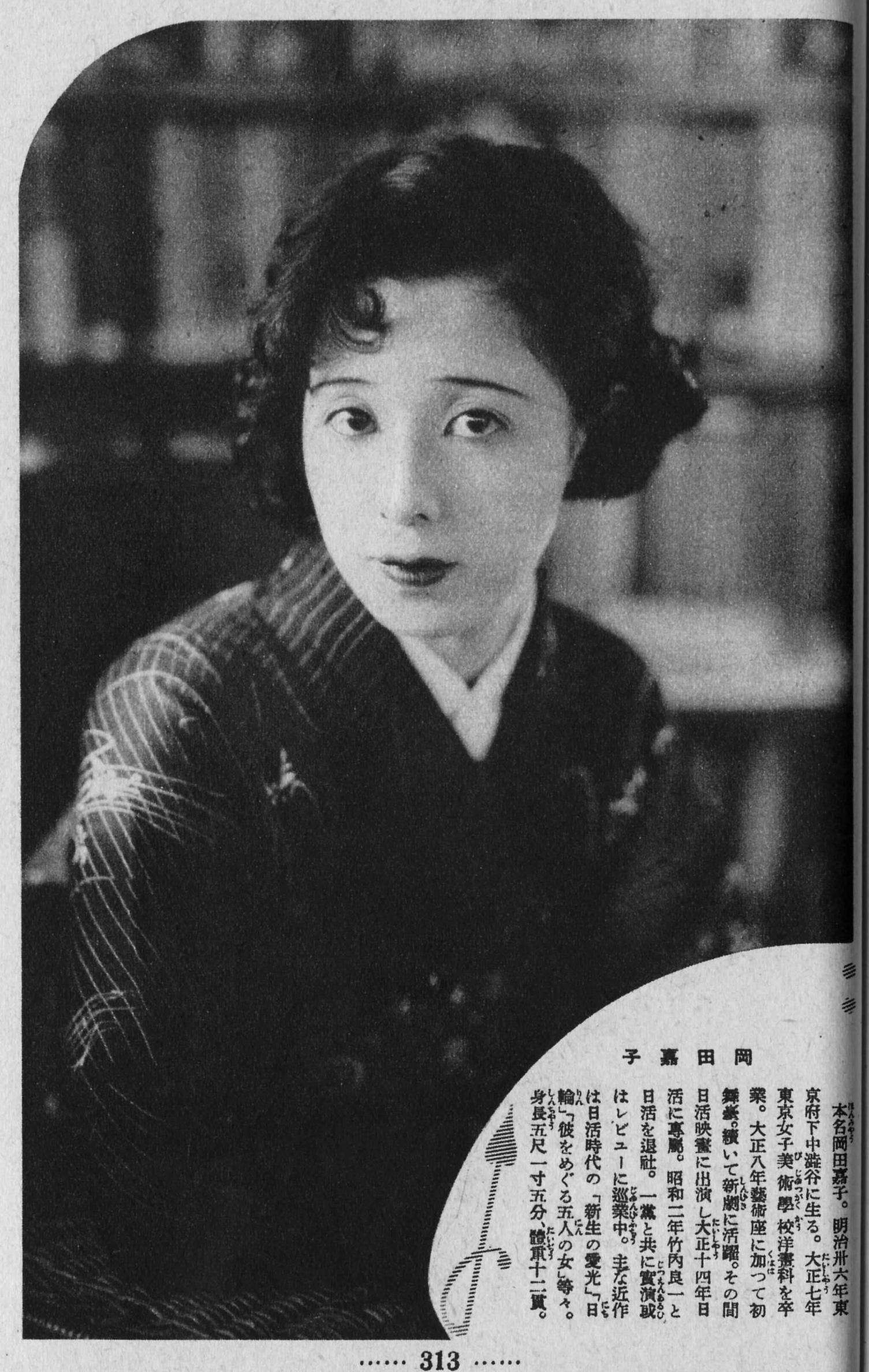
岡田嘉子

岡田嘉子（1902年4月21日—1992年2月20日），日本演員，出生於廣島縣廣島市。據說她的母親有荷蘭混血，而她的美貌則秉承自祖母。

## 生平
1918年自東京女子美術學校洋畫科畢業，其後接連加入藝術座、舞台協會等等，展開了她在舞台劇的生涯。1921年，她與同為演員的服部義治生下一子，這個兒子後來成為醫師，曾經在中國幫助過嵯峨浩與其女嫮生。當時在報戶口時，將孩子報為嘉子父母所生，因此他們雖然在血緣上是母子，但名義上卻是姊弟（與女星克勞黛·卡蒂娜的情況一樣）。之後嘉子與服部分手，服部竟然臥軌自殺。這一年嘉子也因為「出家人和他的弟子」這齣舞台劇，成為舞台劇的首席女明星。
1922年，舞台協會與日活電影公司合作，嘉子在演員山田隆彌的帶領下跨入電影界，成為知名演員。但是第二年遇到關東大地震，舞台協會與日活的合作就此中止，直到1925年時，嘉子才以個人的身份加入日活公司，拍攝了如《日輪》、《狂戀女師匠》、《圍繞他的五個女人》等大作，名氣蒸蒸日上，也與曾經提拔她進入電影界的山田隆彌訂下婚約。但是在1927年拍攝《椿姬》的時候，竟與和她對戲的竹內良一熱戀起來，片子還沒拍完就一起私奔了。這個事件導致他們被日活開除，甚至其他電影公司也不願意接納他們，一般的商業劇場也不讓他們演出。於是他們在結婚以後，以岡田嘉子的名義組成小劇團，四處巡演。
1932年，在他們的私奔風波經過五年後，電影界總算可以接納他們，嘉子便加入了松竹映畫。她加入松竹後，拍了小津安二郎的名片如《何日再相逢》、《東京之女》、《東京之宿》等，也曾拍過島津保次郎的名作《鄰居的八重妹》，都充份展現了她的演技。但是在1936年時，她離開了松竹映畫，並且加入井上正夫劇團，重新開始舞台劇的生涯。
在劇團當中，她結識了加入共產黨的舞台劇導演杉本良吉，儘管兩人都各有家室，卻還是熱戀起來，並且相偕私奔。他們兩人在1938年1月3日由樺太跨越了日俄邊界，進入蘇聯。原本以為投奔到自由平等的國度，但是隨即就以疑似間諜的罪名被捕。杉本在經過監禁拷問後，於1939年10月23日被槍決；嘉子則被判去服勞役，一直到戰後才得以自由，但日本卻已傳說她因病身亡了。
獲釋的嘉子一直停留在莫斯科，並且在當地的大學學習戲劇，也在莫斯科的電台當播報員。1950年，她在莫斯科與瀧口新太郎結婚，瀧口原本也是日本電影演員，在戰爭時從軍，被當成戰俘送到莫斯科，獲釋後也在莫斯科電台工作。而直到1968年時，日本媒體終於解開岡田嘉子生死之謎，證實她人安好的在莫斯科。1972年時瀧口新太郎病逝，遺願希望能歸葬日本，就由嘉子帶著他的骨灰正式回到日本。1974年到1986年間，她住在日本，並且拍了幾部電影，包括客串《男人真命苦17 再見夕陽》的其中一角。但是後來她仍然選擇回到蘇聯，並終老於莫斯科。

## 外部連結
- 日本映画データベース「岡田嘉子」 （页面存档备份，存于）
- 岡田嘉子/クリック20世紀 （页面存档备份，存于）
- 歴史が眠る多磨霊園 岡田嘉子 （页面存档备份，存于）